# Birky (rejon kozielecki)
Birky (ukr. Бірки) – wieś na Ukrainie, w obwodzie czernihowskim, w rejonie kozieleckim. W 2001 roku liczyła  330 mieszkańców.
4 stycznia 1886 roku we wsi zmarł pisarz Michał Czajkowski.